# Luis Fernando Verissimo
Luis Fernando Veríssimo (Porto Alegre, 26 de septiembre de 1936) es un escritor, periodista y traductor brasileño, autor de El Analista de Bagé. Mejor conocido por sus crónicas y textos de humor, más precisamente la sátira de costumbres, publicado diariamente en varios diarios brasileños, Verissimo es también un dibujante, traductor, guionista de televisión y el salto, dramaturgo y novelista. Ha sido la publicidad y escritorio ejemplar del periódico. También es un músico, que tocaba el saxofón en algunos juegos. Con más de 60 títulos publicados, es uno de los más populares escritores brasileños contemporáneos.
Veríssimo es el hijo del escritor brasileño Érico Veríssimo y vivió con su padre en los Estados Unidos durante su niñez.

## Carrera
Veríssimo dice que probó muchas cosas antes de escribir. En una lectura para los estudiantes de periodismo en Unisinos, afirmó que «a la edad de 31 y dándome cuenta de que no había trabajado en nada, decidí probar como escritor, luego de una invitación del diario Zero Hora de Porto Alegre».
Muchos de sus trabajos tienen un tono humorístico, algo que se puede apreciar en sus cuentos, y en obras como El Analista de Bagé, Ed Mort, y A Velhinha de Taubaté. Es guionista además para programas cómicos de televisión.

## Vida personal
Nacido y criado en Porto Alegre, Luis Fernando vivió la mayor parte de su infancia y adolescencia en los Estados Unidos con su familia, debido a compromisos profesionales llevadas a cabo por su padre - un profesor de la Universidad de California en Berkeley (1943-1945) y director de cultura PAU americanos en Washington (1953-1956). Como resultado, él asistió a una parte principal de San Francisco y Los Ángeles, y completó la escuela secundaria en la Escuela Secundaria Roosevelt en Washington.
A los 14 años produjo junto a su hermana Clarissa y un primo, un periódico local con noticias de la familia, que estaba colgado en el baño de la casa y se llamaba "La Patentino" (patente que se conoce como una empresa privada en Río Grande do Sul).
Durante el tiempo que vivió en Washington, Verissimo desarrolló su pasión por el jazz, y comenzó a estudiar saxofón y frecuentes viajes a Nueva York, al que asistieron representaciones de los más grandes músicos de la época, incluyendo a Charlie Parker y Dizzy Gillespie. Veríssimo es un gran admirador del jazz, y toca el saxofón en una banda llamada Jazz 6. Como muchos intelectuales brasileños, disfruta de la cultura de Río de Janeiro. Es un crítico del ala derecha de políticos, especialmente del expresidente Fernando Henrique Cardoso.
Está casado desde 1964 con Lúcia Helena Massa, y tienen tres hijos: Fernanda, periodista; Mariana, escritora y Pedro, músico. Vive con su esposa en Porto Alegre.
Primeras obras 
De vuelta en Porto Alegre en 1956, comenzó a trabajar en el departamento de arte de la Editora Globo. Desde 1960, se unió al grupo musical Renato y su sexteto, que incluyó danzas profesionalmente en la capital del estado, y era conocido como "el más grande sexteto del mundo", porque tenía nueve miembros. 
Entre 1962 y 1966, vivió en Río de Janeiro, donde trabajó como traductor y redactor, y donde conoció y se casó (1963) con el Río Santa Elena Massa, su compañero de hoy, y la madre de sus tres hijos (Fernanda, 1964 , Mariana, 1967, y Peter, 1970). 
En 1967, una vez más en su ciudad natal, comenzó a trabajar en el periódico Zero Hora, primero como editor de textos (servicio de copia). En 1969, después de cubrir las vacaciones del columnista Sergio Jockymann y para mostrar la calidad y la velocidad del texto, llegó a firmar su propia columna diaria en el periódico. Sus primeras columnas eran de fútbol, frente a la fundación del estadio Beira-Rio y los partidos de la Internacional corazón, de su club. El mismo año se convirtió en editor de la propaganda de la publicidad MPM agencia. 
En 1970 se trasladó al periódico Folha da Manhã, donde mantuvo su columna diaria hasta el año 1975, al escribir sobre deporte, cine, literatura, música, comida, la política y el comportamiento, siempre con ironía e ideas personales, y cuentos de humor ilustrar sus puntos de vista. 
Creado en 1971 con un grupo de amigos de la prensa y la publicidad en Porto Alegre, la alternativa semanal El Pato Macho, con textos de humor, dibujos animados, cuentos y entrevistas, y circulan por todo el año en la ciudad.
Popularidad nacional en Brasil 
En 1981, el libro El Analista de Bagé, lanzada en la Feria del Libro de Porto Alegre, se agotó su primera edición en dos días, convirtiéndose en un éxito de ventas en todo el país. El personaje, creado (pero sin usar) para un programa de comedia de la televisión con Jô Soares, es una formación psicoanalítica freudiana ortodoxa, pero con el acento, el idioma y las costumbres típicas de la frontera de Río Grande do Sul y Uruguay y Argentina . La contradicción entre la sofisticación del psicoanálisis y el "grueso" caricatura del gaucho de la frontera ha generado situaciones muy divertidas, que Verissimo fue capaz de explorar el talento de dos libros de cuentos, un libro de historietas (con dibujos de Vasques Edgar) y una antología. 
En 1982 comenzó a publicar una página semanal de humor en la revista Veja, que mantendría hasta 1989. 
En 1983, el décimo volumen de crónicas inéditas, ha lanzado un nuevo personaje que también haría un gran éxito, la Vieja Dama de Taubaté, que se define como "la única persona que aún cree en el gobierno." El carácter ingenuo, que dio a su gato el nombre de la portavoz del presidente-general Figueiredo, marcó el declive del gobierno militar brasileño, que fue casi completamente 20 años. Pero años más tarde, en una democracia, Verissimo sería revivir la vieja dama de Taubaté, burlándose de la credibilidad de presidentes civiles, en especial Fernando Collor y Fernando Henrique Cardoso. 
A lo largo de la década de 1980, Verissimo se ha establecido como un fenómeno de popularidad entre los raros escritores brasileños, manteniendo las columnas semanales en varios periódicos y lanzar al menos un libro al año, siempre en las listas de best-seller, y la escritura de comedias de situación TV Globo. 
En 1986, vivió seis meses con su familia en Roma, y se cubre la Copa del Mundo para la revista Playboy. En 1988, Custom Propaganda MPM, escribió su primera novela, El jardín del diablo.
Hombre de ideas 
En 1989, comenzó a escribir una página para el domingo el diario O Estado de Sao Paulo y sigue en pie hoy en día, y que creó el grupo de personajes de la Familia de Brasil. Ese mismo año debutó en Río de Janeiro su primer texto escrito para el teatro, "los brasileños". Y sin embargo, recibió el Premio de Derechos Humanos de la OAB. 
En 1990, pasó 10 meses con su familia en París y se cubre la Copa de Italia para el diario La Hora Cero, Jornal do Brasil y el Estado de São Paulo, que a su vez hacer en 1994, 1998, 2002 y 2006. 
En 1991 publicó una antología de cuentos para niños ("el santo" con ilustraciones de Edgar Vásquez) y uno para adolescentes ("Padre no entiende"). 
En 1994, la antología de cuentos de humor, "Comedias de la vida privada", fue lanzado con gran éxito, creciendo hasta convertirse en un especial de TV Globo (1994) y luego una serie de 21 programas (1995-1997), con guiones y dirigida por Jorge Furtado Guel Arraes. Verissimo aún publicar una nueva antología de cuentos ", nuevas comedias de la vida privada" (1996) y, por el contrario, una serie de crónicas políticas no publicadas hasta ahora en forma de libro, "El juego de la vida pública" (1995). 
En 1995, los intelectuales brasileños invitados por el libro "Ideas" Jornal do Brasil, Luis Fernando Verissimo elegido hombre de ideas del año. Esto fue seguido por otros honores: en 1996, "Chico Mendes Medalla de la Resistencia" de la ONG Tortura Nunca Más ", Pedro Ernesto Medalla al Mérito" por el Ayuntamiento de Río de Janeiro y el "Premio de los formadores de opinión" de los brasileños empresas de relaciones públicas, que culminó en 1997 con el premio "Pato Joey", la Unión Brasileña de Escritores como el intelectual del año. En 1999, también recibió el Premio de Estado multicultural.
Volver a la música
También en 1995, iniciado por el bajista George Gerhardt, creó el grupo de jazz 6, esto sin duda "el más bajo sexteto del mundo", con sólo cinco miembros: Verissimo, además del saxofón bajo y Gerhardt, que forma parte del grupo de Luiz Fernando Rocha (trompeta y fliscorno), Adam Pine (piano) y Gilberto Lima (batería).
Como Gerhardt, Rock, y Pinheiro Lima "músicos a tiempo completo", el grupo depende de la agenda para presentar Verissimo, pero ya tiene 13 años de camino y lanzó cuatro discos: "Ahora es el momento" (1997), "Hable bajo "(2000)," Jazz Bossa "(2003) y" Cuatro "(2006).
Nuevas direcciones 
En 1999, Verissimo izquierda para dibujar las tiras de los Cobras y los editores cambiado, el cambio de L & PM por el objetivo, que comenzó a publicar toda su obra. Una de estas antologías, "las mentiras que dicen los hombres" (2000), ha vendido más de 350.000 copias. 
En 2003, decidió reducir su carga de trabajo en la prensa, de seis a dos columnas a la semana, ahora publicado en Hora Cero, O Globo y O Estado de Sao Paulo. 
De las solicitudes generadas por los editores, Verissimo ya no es el "gran escritor de textos cortos" y modificado una serie de novelas y romances: "Gula - El Club de los Ángeles" (1998) colección de "Pecados completa" Lente ", Borges y los orangutanes Eterno "(2000), a la colección" Literatura y de la Muerte "Cia. das Letras," La Oposición "(2004) a la colección" Cinco Dedos de Prosa "Lente" La Noche de reyes "(2006) de la colección "Shakespeare devoradora" del objetivo, e incluso "Sport Club Internacional, autobiografía de una pasión" (2004), para la recolección de "Camisa de 13" de Ediouro. 
En 2003, un artículo de portada en la revista Veja dijo Verissimo como "best-sellers del escritor en Brasil". Al mismo tiempo, la versión en inglés de "Club de los Ángeles" ("El Club de los Ángeles") es elegido por el New York Public Library, como uno de los 25 mejores libros del año. 
En 2004, en Francia, recibió el Gran Premio de Deux océanos Festival de la Cultura Latina de Biarritz. 
En 2006, Verissimo llegó a los 70 años de edad establecido como uno de los más grandes escritores brasileños contemporáneos, habiendo vendido un total de más de 5 millones de copias de sus libros. En 2008, su hija Fernanda le dio primera nieta, Lucinda, nacido en el aniversario del Sport Club Internacional, 4 de abril.

## Trabajos literarios

### Relatos cortos
- A Grande Mulher Nua
- Amor brasileiro
- Aquele Estranho Dia que Nunca Chega
- A Mãe de Freud
- A Mesa Voadora
- A Mulher do Silva

- As Cobras em Se Deus existe que eu seja atingido por um raio”
- As Aventuras da Família Brasil, Parte II
- Novas Comédias da Vida Privada
- Peças Íntimas
- Separatismo; Corta Essa!
- Sexo na Cabeça
- Todas as comédias
- Zoeira
- A eterna privação do zagueiro absoluto
- Comédias para se ler na escola
- As mentiras que os homens contam
- Histórias brasileiras de verão
- Aquele estranho dia que nunca chega
- Banquete com os Deuses

#### A velhinha de Taubaté
- A versão dos afogados – Novas comédias da vida pública
  - Comédias da Vida Privada
  - Comédias da Vida Pública

#### Analista de Bagé
- Quadrinhos
- O Marido do Dr. Pompeu
- O Popular
- O Rei do Rock
- Orgias
- O Suicida e o Computado
- Outras do Analista de Bagé

#### Ed Mort
- O seqüestro o zagueiro central
- Com a Mão no Milhão
- Outras Histórias
- Procurando o Silva
- Disneyworld Blues

### Novelas
- Borges e os Orangotangos Eternos
- Gula - O Clube dos Anjos
- O Jardim do Diabo
- O opositor

### Poesía
- Poesia numa hora dessas?!